# برج سازمان بازار سرمایه
برج سازمان بازار سرمایه (به عربی: مبنی هیئة السوق المالیة) یک آسمان‌خراش در عربستان سعودی است که در ریاض واقع شده‌است.